# Jordi Warlop
Jordi Warlop (født 4. juni 1996 i Veurne) er en cykelrytter fra Belgien, der er på kontrakt hos Soudal Quick-Step.